# 张裔炯
张裔炯（1955年10月26日—），男，上海人，中华人民共和国政治人物。中共中央党校法学在职研究生学历。中国共产党第十七届中央候补委员，第十八、十九届中央委员。

## 生平
1972年2月参加工作，1976年1月加入中国共产党。历任共青团青海省委副书记，青海钾肥厂党委副书记、书记、第一副厂长，青海盐湖工业集团有限责任公司副董事长、总经理、董事长，青海省经济贸易委员会副主任、主任，中共西宁市委书记等职。2000年11月当选中共青海省委常委，2006年12月调任中共西藏自治区党委副书记、自治区党委党校校长，2010年10月兼任自治区党委政法委书记，同年12月调任中共江西省委副书记、省委党校校长；2012年2月当选江西省政协主席。
2012年6月，转任中共中央统战部常务副部长。2018年1月，当选第十三届全国政协委员。2022年2月，到龄退休。2022年3月2日，被增补为全国政协民族和宗教委员会副主任。